# 2023년 아시아 폭염
2023년 4월부터 기록적인 폭염이 인도, 방글라데시, 중국, 태국, 베트남 등 많은 아시아 국가에 영향을 미치며 여러 지역의 기온 기록이 수립되었다. 폭염으로 인한 열사병으로 여러 명이 사망했으며 여러 국가에서 건강 경보 및 정전이 발생했다.
세계기상특성(World Weather Attribution)이 5월에 진행한 연구에 따르면, 인도와 방글라데시의 기후 변화로 인해 폭염이 30배 이상 더 많이 발생했으며 기후 변화로 인해 많은 아시아 지역에서 4월 기온이 최소 2 °C(3.6 °F) 상승한 것으로 나타났다.

## 남아시아

### 방글라데시
다카에서는 4월 15일 기온이 40 °C(104 °F) 이상으로 올라 도로가 녹았다. 폭염으로 인한 전력 수요 급증으로 방글라데시 일부 지역에서 정전이 발생하기도 했으며 더위로 인해 일사병 및 열사병 사례가 증가하고 있다.
다카에 있는 다포딜 국제대학교의 M. A. Rahim 교수는 폭염이 쌀과 과일 생산에 영향을 미치고 있어 쌀 생산이 최대 40%까지 감소할 수 있다고 추정했다.
6월 초 최고 기온은 약 41 °C(106 °F)까지 상승하며 폭염으로 초등학교가 문을 닫았다. 잦은 정전이 발생하기도 했으며, 연료 부족으로 여러 발전소가 가동을 멈췄다. 이는 국가의 차 생산에 영향을 미쳤다.

### 인도
인도 북부 및 동부 지역의 6개 도시는 44 °C(111 °F) 이상의 기온을 기록했으며, 뉴델리는 4월 18일 40.4 °C(104.7 °F)를 기록했다.
인도 노동부는 모든 주와 지역 근로자에게 적절한 식수, 비상 아이스팩 및 잦은 휴식을 제공하라고 권고 했다. 서벵골주의 최고 장관인 마마타 바네르지는 폭염으로 4월 17일에서 22일 사이 주의 모든 학교를 폐쇄했다. 같은 주에 트리푸라주와 오디샤주의 학교가 문을 닫았다.
인도 기상청 국장 K. J. 라메쉬는 지난 5월 일부 주에서 오후 1시까지 학교를 닫고 오전 7시부터 오후 1시까지 관공서를 운영하는 등 폭염에 대비하기 시작했습다. 청소년과 노인들에게 오전 11시~오후 3시에 실내에 머물도록 조언하기도 했다.
5월 말 인도 기상청은 남부와 중부 7개 주에 폭염 경보를 발령했다. 우타르프라데시주의 기온은 45 °C(113 °F)를 넘어섰고 일부 지역은 12시간 동안 정전을 겪었다. 정전은 러크나우 근처의 발전소에서 시위를 촉발했다. 5월 23일과 25일에는 폭염으로 인해 쿠노 국립공원에서 세 마리가 죽고 한 마리는 중환자실로 보내져 치료를 받았다. 이들은 인도에서 70년 만에 태어난 치타 새끼였다.
6월 19일 현재 우타르프라데시주에서 119명, 비하르에서 47명이 열 관련 질병으로 사망했다. 같은 기간 우타르프라데시에서 약 400명이 입원했다.

#### 마하라슈트라 사망사건
4월 16일, 나비뭄바이의 카슈가르시에서 열린 시상식에 참석한 후 13명이 열사병으로 사망했으며 50~60명이 입원했다.
이 사건은 아밋 샤(Amit Shah) 노조 내무부 장관이 사회복지사 아파사헤브 다르마디카리(Appasaheb Dharmadhikari)에게 상을 수여하는 정부 행사에서 발생했다. 이 사건은 장시간동안 신체가 고온에 노출되어 발생한 것이다. IMD가 해당 날짜에 폭염 경보를 발령한 바는 없지만, 의사들은 장기간 열에 노출돼 격렬한 활동을 한 을 사망 원인으로 꼽았다. 인근 지역에서도 많은 사람들이 왔기 때문에 상황이 더 악화되으며 이 사건으로 인해 정부가 사망자에 대한 책임을 져야 한다고 요구하는 정치인들의 분노가 이어졌다.
나나 파톨(Nana Patole) 마하라슈트라 프라데시 의회 위원회 의장은 총리와 부총리의 사임을 요구하고 행정부에 책임을 물을 것을 촉구했다. 우드하브 새커리(Uddhav Thackeray) 전 마하라슈트라주 총리와 NCP 대표는 병원을 찾아 상황을 점검하고 행사 조직을 비판했다. 향후 유사한 참사의 반복을 막기 위해 개선된 계획과 절차의 필요성이 제기되었다.

### 네팔
6월, 네팔의 기온은 며칠 동안 40 °C(104 °F)를 넘어섰고 네팔군즈(Nepalgunj)와 나왈푸르(Nawalpur) 같은 도시는 44 °C(111 °F)까지 올라갔다. 전국의 일부 학교와 대학은 더위로 인해 일주일 넘는 기간동안 문을 닫았다. 기상청은 7월 중순까지 고온이 지속될 가능성이 있다고 경고했다.

### 파키스탄
4월 23일, 파키스탄의 9개 도시는 40 °C(104 °F) 이상의 기온을 기록했다. 5월 21일 자코바바드는 49 °C(120 °F)에 도달했다.

### 스리랑카
4월 17일, 스리랑카 기상청은 동부, 중북부, 북서부 지방과 함반토타구, 킬리노치치구, 만나르구, 모나라갈라구, 물라이티부구 및 바부니야구 지역의 기온이 "주의 수준"으로 상승할 것으로 예상된다고 경고했다. 4월 27일의 기온은 39–40 °C(102–104 °F)였다.

## 동남아시아
싱가포르 대학교 사회과학대학 고티용 부교수는 지난 5월 캄보디아, 라오스, 미얀마, 태국, 베트남 전역의 건조기후가 지속된 것은 지난 겨울 강우량이 억제됐기 때문이라고 지적했습다. 그는 "건조한 토양은 습한 토양보다 더 빨리 가열되기 때문에 봄이 오면 자연적으로 고온 이상 현상이 형성된다"고 말했다.

### 캄보디아
캄보디아는 물 부족에 시달리고 있다. 캄보디아 수자원부와 기사청은 더운 날씨가 5월 중순까지 계속되어 2022년보다 강수량이 적을 것으로 전망했다. 또한 날씨 패턴이 엘니뇨의 영향을 받고 있어 그로 인한 더위는 8월까지 지속될 것이라고 말했다.
5월에는 크라티에와 폰헤아 크렉 지구에서 41.6 °C(106.9 °F)의 기온이 기록되어 5월 전국 최고 기록을 세웠다.

### 라오스
4월, 사이냐불리주는 4월 19일에 42.9 °C(109.2 °F)에 도달하여 국가 사상 최고 기록을 세웠다.
5월 6일 루앙프라방은 43.5 °C(110.3 °F)에 도달하여 이전 기록을 넘어섰고 타케크는 그날 밤 31.8 °C(89.2 °F)를 기록하며 라오스에서 가장 더운 밤을 기록했다. 같은 주말 동안 비엔티안은 42.5 °C(108.5 °F)에 도달하여 도시의 역대 기록을 경신했다.

### 말레이시아
지난 4월, 말레이시아 기상청은 여러 주에 폭염주의보를 발령했다. 기록된 최고 온도는 느그리슴빌란주의 38.4 °C(101.1 °F)였다. 4월 25일, 클란탄주에서 11세 소년과 19개월 영아가 열사병과 심각한 탈수증으로 사망했으며 더위로 인해 최소 5명이 치료를 받아야 했다.
5월 3일, 말레이시아 교육부는 폭염으로 인해 학교의 모든 야외 활동을 중단한다고 발표했다. 이틀 뒤 기상청은 전국의 폭염이 6월까지 지속될 것으로 예상된다고 밝히며 학생들은 교복 대신 평상복을 입을 수 있게 되었다. 5월 16일, 아맛 자힛 하미디 부총리는 폭염을 비상사태로 선포할 즉각적인 계획은 없으나가 필요시 그렇게 할 것이라고 말했다.

### 미얀마
4월 25일 미얀마의 기상 관측소 4곳에서 월간 최고 기온을 기록했으며, 몬주의 테인자예트(Theinzayet)는 43 °C(109 °F)로 최고 기온을 기록했다. 다음날 바고시는 42.2 °C(108.0 °F)를 기록하며 기상관측 역사 상 2020년 5월과 2019년 4월의 기록과 일치하게 나타났다.
5월 7일, 머궤도 지역의 온도는 46 °C(115 °F)까지 상승했다. 언론 보도에 따르면 폭염으로 인한 사망자가 61명이라고 했지만 자유아시아방송은 그 숫자를 확인지 못했다.

### 필리핀
필리핀의 기온은 37 °C(99 °F)까지 올랐고 4월 21일 부투안의 열지수는 48 °C(118 °F)까지 상승했다. 이는 2023년 지금까지 필리핀에서 가장 높은 수치이다. 중학교의 정전으로 약 150명의 학생이 열사병에 걸렸으며 두 명의 학생이 병원으로 급히 이송되었다. 필리핀 교육부는 4월 24일부터 학교가 더위를 피하기 위해 재량에 따라 온라인 수업을 진행할 수 있다고 발표했다. 이에 따라 839개 학교가 폭염으로 인한 학생들의 질병 예방을 위한 원격수업으로 전환을 진행했다.
5월 12일, 레가스피의 온도가 50 °C(122 °F)에 도달했다. 같은 달, 케손시티의 학교는 극심한 더위로 인해 수업 시간을 단축하기도 했다.

### 싱가포르
4월 14일, 싱가포르 애드미럴티는 36.1 °C(97.0 °F)에 도달했는데, 이는 국가에서 기록 이래 최고 기온이었다. 이 기록은 한 달도 채 안된 5월 12일 온도가 36.2 °C(97.2 °F)까지 상승하며 깨졌다. 다음날 Ang Mo Kio의 기온이 37.0 °C(98.6 °F)를 기록하며 1983년 4월 17일 Tengah의 기록을 경신했다. 5월 25일 이스트 코스트 파크에서 29.7 °C(85.5 °F)의 일일 최저 기온을 기록하며 5월 한 달간 사상 최고치의 일일 최저 기온을 기록했다. 일반적으로 2023년 5월은 싱가포르 기록상 가장 따뜻한 5월이었으며 창이 기후 관측소는 평균 기온이 29.5 °C(85.1 °F)를 기록했다.
몇몇 학교는 학생들이 더위에 대처할 수 있도록 교복 규정을 완화하기 시작했다. 싱가포르 기상청은 지난 5월 초 싱가포르가 최근 상대적으로 높은 기온을 기록했음에도 불구하고 "현재 폭염을 겪고 있지 않다"고 밝혔다.

### 태국
태국은 역사상 처음으로 기온이 45 °C(113 °F) 이상으로 상승했으며 딱시는 4월 15일에 45.4 °C(113.7 °F)에 도달했다. 3월 이후 전국 대부분 지역의 기온이 섭씨 30도에서 40도를 밑돌고 있다. 아라비아웨더(ArabiaWeather)에 따르면 태국의 이전 최고 기록은 매홍손주의 44.6 °C(112.3 °F)였으며 폭염으로 인한 사망자는 2명으로 집계되었다.
태국 북부와 미얀마에서 매년 발생하는 화재로 인한 오염으로 수천 명이 치앙마이를 떠나야 했다. 에어컨과 냉장고의 사용량이 많아 정전이 일상화되었다. 4월 25일 방콕에 내린 비로 무더위가 한풀 꺾였다.
태국 보건부는 열사병의 위험에 대해 경고하며 건강 경고를 발령했다. 4월 22일, 정부는 사람들에게 실내에 머물라고 경고했으며, 4월 21일 태국 기상청은 더위 지수가 54 °C(129 °F)를 기록했다고 밝혔다.
5월 6일, 방콕은 도시에서 기록된 최고 기온인 41 °C(106 °F)에 도달했다. 이튿날 2023년 총선 사전투표자를 비롯해 람캄행 대학교의 14명과 찬 카셈 라자팟 대학교의 학생 3명을 포함해 폭염으로 기절하는 사람들이 있다는 보도가 나왔다. 같은 주에 북부 및 중부 지역의 기온은 40 °C(104 °F) 이상을 유지하여 전력 수요가 증가했다.
World Weather Attribution의 5월 연구에 따르면, 태국의 기록적인 폭염은 높은 습도와 같은 시기에 발생한 많은 산불로 인해 악화되었다.

### 베트남
호아빈성은 3월 낌보이현에서 27년 만에 최고 기온인 41.4 °C(106.5 °F)의 온도를 기록했다.
5월 6일, 하노이에서 남쪽으로 약 150km 떨어진 호이쑤언의 기온은 44.1 °C(111.4 °F)에 도달하여 2019년 베트남의 이전 기록인 43.4 °C(110.1 °F)를 넘어섰다. 나중에, 뜨엉지엉현의 온도는 44.2 °C(111.6 °F)에 도달했다.
5월 19일 베트남 전력(EVN)은 정전이 이달 말까지 계속될 수 있으며 일부 지역에서는 최대 7시간 동안 지속될 수 있다는 통지와 함께 전국적으로 정전이 시작되었다. EVN은 고온이 전력 소비 급증과 일부 댐의 수위가 정상보다 낮아 국가 전력 시스템에 압력을 가할 수 있다고 경고했다.
5월 30일, 하노이 당국은 전력 시스템을 계속 가동하기 위해 공공 조명의 작동 시간을 줄이기 시작했다. 6월 1일 므엉라현은 43.8 °C(110.8 °F)에 도달하여 베트남의 6월 최고 기온 기록을 경신했다.

## 동아시아

### 중국
4월 18일, 윈난성 위안양현의 기온은 42.4 °C(108.3 °F)까지 상승했다. 기후학자 Jim Yang에 따르면, 4월 17일 100개 이상의 기상 관측소가 기온 기록을 경신하며 여러 주의 기온이 35 °C(95 °F)를 초과했다. 4월 22~23일, 남쪽과 동쪽을 휩쓴 한랭전선으로 인해 중국 북부 일부 지역에서 기온이 크게 떨어지고 폭우와 폭설이 내렸으며 산시성에서는 최대 24cm의 눈이 내렸다.
5월 6일, 하이난성의 창장 리족 자치현은 41.5 °C(106.7 °F)에 도달하며 최고 기온을 기록했다. 5월 중순, 산둥성과 베이징은 더위 경보를 발령했으며 지난시, 톈진시, 정저우시와 같은 도시는 기온이 37 °C(99 °F)까지 올라갈 것으로 예상됐다. 5월 29일 상하이는 36.7 °C(98.1 °F)를 기록했는데, 이는 100년 만에 도시에서 기록된 5월의 최고 기온이다. 이전 기록인 35.7 °C(96.3 °F)는 1876년, 1903년, 1915년 및 2018년에 기록되었다.
6월에 중국 남부 전역의 기온은 최소 42.2 °C(108.0 °F)에 도달했다. 홍콩은 37.9 °C(100.2 °F)의 새로운 6월 기록을 달성했다. 6월 7일, 전국에서 45 °C(113 °F) 이상의 기온이 기록되었다. 6월 22일, 베이징은 41.1도를 기록했는데, 이는 수도에서 기록된 6월 최고 기온으로 1968년에 세운기록인 40.6도를 깨고 40도를 넘은 것은 이번이 7번째이다. 같은 날 톈진은 41.4도를 기록했는데, 이는 6월 역대 최고 기온일 뿐만 아니라 역대 최고 기온을 기록한 것이다.

### 일본
구마모토현 미나마타시의 기온은 30.2 °C (86.4 °F)에 도달하며 4월의 신기록을 세웠다. 6월, 일본 기상청은 일본이 기록상 가장 따뜻한 3~5월 기간을 지냈다고 말했다.

## 중앙 아시아
여러 중앙 아시아 국가에서 4월의 비정상적인 기온이 기록되었다.카자흐스탄의 타라즈는 33.6 °C(92.5 °F), 투르크메니스탄과 우즈베키스탄 또한 42.4 °C(108.3 °F)에 도달했다.
6월 7일, 카자흐스탄에서 41 °C(106 °F), 우즈베키스탄에서 43 °C(109 °F)의 기온이 기록되었다.

## 북아시아
6월 3일, 시베리아의 잘투로보스크는 37.9 °C(100.2 °F)의 온도에 도달하며 역사상 가장 더운 날로 기록되었다. 다음날 알렉산드롭스코에와 라랴크는 각각 36.1 °C(97.0 °F)와 34.9 °C(94.8 °F)의 기록적인 최고 기온에 도달했다. 6월 7일, 베에보는 39.6 °C(103.3 °F)에 도달하고 바르나울은 38.5 °C(101.3 °F)에 도달하는 등 시베리아에서 여러 개의 역대 최고기온 기록이 깨졌다.

## 영향

### 기후변화로부터 기인한
태국과 베트남 일부 지역은 폭염 기간 동안 짙은 스모그의 영향을 받았다. NBC 뉴스가 접촉한 전문가들은 극심한 더위와 대기 오염이 결합되면 호흡기, 심혈관 및 신장 질환이 증가할 수 있으며 이러한 영향은 폭염과 대기 오염을 심화시키는 기후 변화로 인해 악순환이 지속될 것이라고 지적했다.
World Weather Attribution의 5월 연구에 따르면, 인도와 방글라데시의 기후 변화로 인해 폭염이 30배 이상 더 많이 발생했으며 기후 변화로 인해 4월 간 많은 아시아 지역의 기온이 최소 2 °C(3.6 °F) 상승한 것으로 나타났다.
네팔 기상예보국 부국장은 "다양한 기후 패턴을 볼 때 기후 변화와 지구 온난화의 영향을 부인할 수 없다"고 말했다. 아닐 포카렐(Anil Pokharel) 네팔 국가재난위험경감관리국(NDRRMA) 최고경영자는 “패턴을 보면 최근 몇 십 년 동안 폭염이 점점 더 심해지고 잦아졌다. 변화로 인한 트렌드, 우리 인간과 우리의 행동, 라이프스타일, 정책은 똑같이 책임이 있다"고 발언했다.

### 화석 연료소비
인도에서는 폭염으로 늘어난 전력수요를 충당하기 위해 그동안 수요가 위축됐던 카르나타카 석탄화력발전소 3곳을 4월부터 본격 가동하기로 했다.
러시아의 우크라이나 침공 동안 유럽의 러시아 석유 불매운동으로 인해 많은 액화천연가스(LNG)의 가용성이 감소하면서 폭염으로 인한 에너지 수요를 따라잡기 위해 아시아 국가들은 석탄에 의존할 수밖에 없었다. 블룸버그 News는 러시아가 4월 아시아에 760만 톤의 석탄을 수출했으며 인도와 중국이 3분의 2 이상을 구매했다고 보도했다.

## 참고
- 2023년 폭염